# Endymion (Keats)
Endymion ist ein erstmals 1818 publiziertes, episches Gedicht von John Keats. Keats baute das Poem auf dem griechischen Mythos vom schönen Schäfer Endymion auf, der von der Mondgöttin Selene geliebt wird. Letztere hat bei Keats allerdings den Namen „Cynthia“.

## Entstehungsgeschichte
Keats begann im April 1817 auf der Isle of Wight mit der Arbeit, kam aber nicht wie gewünscht in Schwung und verließ sie schon nach einer Woche wieder. Bereits früh hatte er für "Endymion" eine Form von vier Büchern zu je ungefähr 1000 Zeilen ins Auge gefasst. Im August 1817 waren die ersten beiden Bücher beendet, sein Arbeitsrhythmus hatte sich zu diesem Zeitpunkt auf fünfzig Zeilen pro Tag eingependelt. In den Schreibpausen las er Milton und Wordsworth. Sein hauptsächlicher Schreibplatz war in Hampstead, wo er Anfang Oktober das vierte und letzte Buch begann, nach Schwierigkeiten und stärker werdenden Zweifeln an seinem Text aber nochmals eine Unterbrechung benötigte und nach Burford Bridge abreiste, wo er am 28. November zum Abschluss kam. Den Winter über widmete er sich der Korrektur, im Druck erschien das Gedicht schließlich Ende April 1818.

## Rezeption
Abgesehen von drei wohlmeinenden Rezensionen, die allesamt aus Keats’ Freundeskreis herrührten, wurde "Endymion" mit Ablehnung und Unverständnis aufgenommen. Die erotische Aura des Textes provozierte Verrisse aus dem konservativen Milieu, insbesondere über die einflussreiche Zeitschrift Quarterly und Blackwood’s Edinburgh Magazine. Blackwood's rechnete Keats zur Cockney School, einer von Blackwood's geprägten, abwertenden Bezeichnung für Leigh Hunt und die Dichter und Schriftsteller in seinem Umkreis und deren Werke.
Aber auch Dichtergrößen wie Lord Byron, die nicht weniger als Keats mit gesellschaftlicher Engstirnigkeit zu kämpfen hatten, verweigerten dem Text ihre Unterstützung: Byron reagierte sogar mit dem Ausbruch "Johnny Keats´s p_ss a bed poetry."
Wie Keats selbst ist auch Endymion, Susanne Schmid zufolge „kein maskuliner, vor kraftstrotzender Macho“ mit „aggressiven Eroberungsgesten“, wie z. B. Byrons Conrad, sondern Endymions Sexualität zeigt sich im Dahinschmelzen.
Percy Bysshe Shelley kam zu einem etwas milderen Urteil über Endymion. Bei einer grundsätzlich kritischen Haltung dem Gedicht gegenüber sah er dennoch darin „einige der höchsten und feinsten Lichtblicke der Dichtkunst.“ Er vermisste u. a. bei Keats die klassische Strenge der Ausführung, die er selbst anstrebte.
Erst lange nach Keats’ Tod wurde der allegorische Gehalt des Werkes umfangreich gewürdigt, besonders durch Frances M. Owens Untersuchung "John Keats: A Study", die 1880 in London erschien.

## Gegenwart
Der biographisch angelegte Film Bright Star (2009, deutscher Titel: "Meine Liebe. Ewig") der australischen Regisseurin Jane Campion beginnt zu dem Zeitpunkt, als Keats (gespielt von Ben Whishaw) gerade "Endymion" veröffentlicht hat und, den verletzenden Kritiken zum Trotz, bereits mit neuen Projekten beschäftigt ist. Fanny Brawne (gespielt von Abbie Cornish) erwirbt ein Exemplar des Ladenhüters und beginnt schon nach kurzer Lektüre an Keats’ Genius zu glauben, obwohl sie selbst über keine sonderliche literarische Bildung verfügt. Ihre Liebe beflügelt Keats zu seinen besten Gedichten, bevor eine Tuberkuloseerkrankung seinem Leben ein frühes Ende setzt.